# Cabinet de la république d'Indonésie
Le cabinet de la république d'Indonésie (en indonésien : Kabinet Republik Indonesia) est la branche exécutive nationale du gouvernement indonésien. Il est composé des plus hauts dirigeants de la branche exécutive du gouvernement servant sous le président. Les membres du cabinet (à l'exception du vice-président) peuvent être révoqués à tout moment par le président, sans motif particulier.
L'Indonésie a connu de nombreux cabinets depuis l'indépendance en 1945. Après le Nouvel Ordre (en) la plupart des cabinets sont restés inchangés au cours du mandat présidentiel de cinq ans. La plupart des cabinets sont désignés par le nom qui leur est donné au moment de leur formation. L'actuel cabinet de la République d'Indonésie est le cabinet Indonésie En avant du président Joko Widodo.

## Histoire
Le concept d'un cabinet n'est pas mentionné explicitement dans la Constitution indonésienne de 1945, de sorte que les cabinets indonésiens qui existent depuis le 14 novembre 1945 sont le résultat d'une convention administrative. Il y a eu deux types de cabinets dans l'histoire indonésienne : présidentiel et parlementaire. En ce qui concerne les cabinets présidentiels, le président est responsable de la politique du gouvernement en tant que chef d’État et de gouvernement, tandis qu'en ce qui concerne les cabinets parlementaires, ces derniers exercent la politique du gouvernement et sont responsables devant l'assemblée législative.
Au cours de la révolution nationale indonésienne, de 1945 à 1949, le cabinet est passé d'une forme présidentielle à une forme parlementaire, en dépit du fait que ce n'est pas ce qui était prévu par ceux qui ont rédigé la Constitution. Cependant, à plusieurs périodes critiques, il est revenu à une forme présidentielle. Au cours de cette période, le cabinet comptait entre 16 et 37 ministres et entre 12 et 15 ministères.
Le 27 décembre 1949, les Pays-Bas reconnaissent la souveraineté de la république des États-Unis d'Indonésie (indonésien : Republik Indonesia Serikat, RIS). En vertu de la Constitution Fédérale de 1949, le RIS a un cabinet de type parlementaire avec des ministres responsables de la politique du gouvernement. Avec le retour de l’État unitaire en août 1950, le système de cabinet de type parlementaire persiste en raison d'un accord entre les gouvernants de la RIS et de la république d'Indonésie. L'article 83 de la Constitution provisoire de 1950 déclare que les ministres ont l'entière responsabilité de la politique du gouvernement. Sur les neuf années suivantes, il y a sept cabinets de 18 à 25 membres.
Le 5 juillet 1959, le président Sukarno a promulgué un décret abrogeant la Constitution de 1950 et rétablissant la Constitution de 1945. Le cabinet a également été dissous. Un nouveau cabinet présidentiel a été formé peu de temps après, mais ce nouveau cabinet n'a pas suivi la Constitution de 1945, car le poste de Premier ministre y figurait toujours, de même que ceux des vice-premiers ministres. De plus, les postes de juge en chef de la Cour suprême d'Indonésie et de président du Conseil représentatif du peuple, qui sont supposés être au même niveau que le président, et le poste de président de l'Assemblée délibérative du peuple, qui est supposée être au-dessus de tout pouvoir de gouvernement, ont été inclus dans le Cabinet. Durant les dernières années de la présidence de Sukarno, les cabinets étaient fréquemment plus importants en nombre de membres, avec un pic à 111 ministres.
Pendant le Nouvel Ordre, sous la présidence Suharto, les cabinets étaient plus petits et de 1968 à 1998 ils duraient cinq ans, soit aussi longtemps que le mandat présidentiel. Les postes non approuvés par la Constitution de 1945 ont été supprimés. Après la chute de Suharto et le début de l'ère Reformasi, le système de cabinet présidentiel a été maintenu.
Jusqu'en 2010, les ministères étaient nommés « départements » (« Departemen ») sur le modèle des États-Unis. Après 2010, tous les départements ont été renommés en « ministères » (Kementerian), ce qui les aligne sur le modèle néerlandais.

## Liste des cabinets indonésiens
Les cabinets parlementaires étaient généralement connus sous le nom du Premier ministre, mais après 1959, ils ont été nommés d'après leur principale tâche. La liste complète des cabinets est la suivante, :
| Nom du Cabinet                               | Chef du Cabinet                   | Mandat                              |
| Révolution nationale indonésienne            | Révolution nationale indonésienne | Révolution nationale indonésienne   |
| -------------------------------------------- | --------------------------------- | ----------------------------------- |
| Cabinet présidentiel                         | Sukarno                           | 2 septembre 1945 – 23 novembre 1945 |
| Cabinet Sjahrir I                            | Sutan Sjahrir                     | 23 novembre 1945 – 12 mars 1946     |
| Cabinet Sjahrir II                           | Sutan Sjahrir                     | 12 mars 1946 – 2 octobre 1946       |
| Cabinet Sjahrir III                          | Sutan Sjahrir                     | 2 octobre 1946 – 27 juin 1947       |
| Cabinet Amir Sjarifuddin I                   | Amir Sjarifuddin                  | 3 juillet 1947 – 11 novembre 1947   |
| Cabinet Amir Sjarifuddin II                  | Amir Sjarifuddin                  | 11 novembre 1947 – 29 janvier 1948  |
| Cabinet Hatta I                              | Mohammad Hatta                    | 29 janvier 1948 – 19 décembre 1949  |
| Cabinet d'Urgence                            | Sjafruddin Prawiranegara          | 22 décembre 1948 – 13 juillet 1949  |
| Cabinet Hatta I                              | Mohammad Hatta                    | 13 juillet 1949 – 4 août 1949       |
| Cabinet Hatta II                             | Mohammad Hatta                    | 4 août – 14 décembre 1949           |
| République des États-Unis d'Indonésie (RUSI) |                                   |                                     |
| Cabinet RUSI                                 | Mohammad Hatta                    | 20 décembre 1949 – 7 septembre 1950 |
| Cabinet Susanto                              | Susanto Tirtoprodjo               | 27 décembre 1949 – 21 janvier 1950  |
| Cabinet Halim                                | Abdul Halim                       | 21 janvier 1950 – 7 septembre 1950  |
| Cabinet de l’État d'Indonésie de l'Est       | Various                           | 13 janvier 1947 – 16 août 1950      |
| Démocratie libérale en Indonésie             |                                   |                                     |
| Cabinet Natsir                               | Muhammad Natsir                   | 7 septembre 1950 – 27 avril 1951    |
| Cabinet Sukiman                              | Sukiman Wirjosandjojo             | 27 avril 1951 – 3 avril 1952        |
| Cabinet Wilopo                               | Wilopo                            | 3 avril 1952 – 30 juillet 1953      |
| Cabinet Ali Sastroamidjojo I                 | Ali Sastroamidjojo                | 30 juillet 1953 – 1 août 1955       |
| Cabinet Burhanuddin Harahap                  | Burhanuddin Harahap               | 1 août 1955 – 24 mars 1956          |
| Cabinet Ali Sastroamidjojo II                | Ali Sastroamidjojo                | 26 mars 1956 – 9 avril 1957         |
| Cabinet Djuanda                              | Djuanda Kartawidjaja              | 10 avril 1957 – 10 juillet 1959     |
| Démocratie guidée (en)                       |                                   |                                     |
| Cabinet de Travail I                         | Sukarno                           | 10 juillet 1959 – 18 février 1960   |
| Cabinet de Travail II                        | Sukarno                           | 18 février 1960 – 8 mars 1962       |
| Cabinet de Travail III                       | Sukarno                           | 8 mars 1962 – 23 novembre 1963      |
| Cabinet de Travail IV                        | Sukarno                           | 23 novembre 1963 – 2 septembre 1964 |
| Cabinet Dwikora                              | Sukarno                           | 2 septembre 1964 – 24 février 1966  |
| Cabinet Dwikora Remanié                      | Sukarno                           | 24 février 1966 – 30 mars 1966      |
| Cabinet Dwikora Remanié II                   | Sukarno                           | 30 mars – 25 juillet 1966           |
| Cabinet Ampera                               | Sukarno                           | 28 juillet 1966 – 12 mars 1967      |
| Cabinet Ampera                               | Suharto                           | 12 mars 1967 – 14 octobre 1967      |
| Cabinet Ampera Remanié                       | Suharto                           | 14 octobre 1967 – 10 juin 1968      |
| Nouvel Ordre (Indonésie) (en)                |                                   |                                     |
| Cabinet de Développement I                   | Suharto                           | 10 juin 1968 – 28 mars 1973         |
| Cabinet de Développement II                  | Suharto                           | 28 mars 1973 – 31 mars 1978         |
| Cabinet de Développement III                 | Suharto                           | 31 mars 1978 – 19 mars 1983         |
| Cabinet de Développement IV                  | Suharto                           | 19 mars 1983 – 23 mars 1988         |
| Cabinet de Développement V                   | Suharto                           | 23 mars 1988 – 19 mars 1993         |
| Cabinet de Développement VI                  | Suharto                           | 19 mars 1993 – 16 mars 1998         |
| Cabinet de Développement VII                 | Suharto                           | 16 mars 1998 – 23 mai 1998          |
| Ère de la Réforme (en)                       |                                   |                                     |
| Cabinet de la Réforme de développement       | Jusuf Habibie                     | 23 mai 1998 – 29 octobre 1999       |
| Cabinet d'Unité nationale                    | Abdurrahman Wahid                 | 29 octobre 1999 – 9 août 2001       |
| Cabinet de Mutuelle assistance               | Megawati Sukarnoputri             | 10 août 2001 – 20 octobre 2004      |
| Cabinet Indonésie Unie                       | Susilo Bambang Yudhoyono          | 21 octobre 2004 – 22 octobre 2009   |
| Cabinet Indonésie Unie II (en)               | Susilo Bambang Yudhoyono          | 22 octobre 2009 – 20 octobre 2014   |
| Cabinet de Travail                           | Joko Widodo                       | 27 octobre 2014 – 20 octobre 2019   |
| Cabinet Indonésie En avant                   | Joko Widodo                       | 23 octobre 2019 – présent           |
| Source : Simanjuntak 2003                    |                                   |                                     |